# Barbara Schmidbauer
Barbara Schmidbauer (ur. 15 listopada 1937 w Berlinie) – niemiecka polityk, posłanka do Parlamentu Europejskiego II, III i IV kadencji.

## Życiorys
Zawodowo pracowała w bankowości. W 1970 wstąpiła do Socjaldemokratycznej Partii Niemiec, zasiadała we władzach powiatowych i regionalnych w Hesji, była też członkinią rady krajowej SPD oraz władz krajowych kobiecej organizacji socjaldemokratów ASF. Od 1981 do 1985 wchodziła w skład rady miejskiej w Darmstadt. W latach 1987–1999 sprawowała mandat eurodeputowanej, należała do frakcji socjalistycznej.